# Brennerpass
Der Brennerpass, kurz Brenner (italienisch Passo del Brennero oder kurz Brennero), ist ein Grenzpass in den Ostalpen zwischen dem österreichischen Bundesland Tirol und der zu Italien gehörenden Autonomen Provinz Bozen – Südtirol.
Der Brenner ist ein 1370 m ü. A. hoch gelegener Übergang im östlichen Alpenhauptkamm. Er verbindet die Süd- und Nordtiroler Abschnitte des Wipptals miteinander, welches hier die Stubaier Alpen (im Westen) von den Zillertaler Alpen (im Osten) trennt. Der Pass ist zusammen mit St. Gotthard, Simplon und Mont Cenis eine der vier bedeutendsten Routen des Alpentransits, für den Straßenverkehr die meistgenutzte überhaupt. Er ist auch die meistbefahrene Verbindung zwischen Österreich und Italien. Im Gegensatz zu den Schweizer Pässen liegt das Schwergewicht hier nicht auf der Eisenbahn, sondern auf dem Straßenverkehr: Bei einem Frachtvolumen von 53,8 Millionen Tonnen, das im Jahr 2019 über den Brenner transportiert wurde, entfiel 26 % auf den Schienenverkehr, was einen historischen Tiefstand darstellte.
Seit dem Inkrafttreten des Vertrags von Saint-Germain 1920 verläuft über den Brenner und mitten durch das gleichnamige Passdorf Brenner die Grenze zwischen Italien und Österreich.

## Name
In der älteren Literatur wird bei der Diskussion der Herkunft des Namens Brenner oft auf das Alpenvolk der Breonen oder den keltischen Heerführer Brennus verwiesen. Allerdings ist weder aus der Antike noch aus dem frühen Mittelalter für den Brenner unmittelbar ein eigener Name überliefert, sondern Bezeichnungen wie per alpes Rhaeticas oder – so wörtlich in der karolingischen Divisio Regnorum von 806 – per alpes Noricas (Weg durch die Rätischen bzw. Norischen Alpen). Eine weitere Herleitung ergibt sich aus der Vermutung, dass über den Brenner seit der Bronzezeit eine der Handelsrouten (die Bernsteinstraße) für Bernstein von der Ostsee bis an den Nil geführt haben könnte und der „Brennstein“ so zum Namensgeber wurde. All diese Verknüpfungen werden in der neueren Namenforschung jedoch als unplausibel betrachtet.
Die wesentlich wahrscheinlichere Etymologie des Namens geht auf das Spätmittelalter zurück. 1288 ist urkundlich ein Prennerius de Mittenwalde (das heutige Passdorf Brenner hieß damals noch Mittenwald) belegt, der in den 1290er Jahren noch mehrmals erwähnt wird und am Pass zwei Hofstellen hatte. Prenner lässt sich dabei wohl als Bezeichnung für einen Mann, der Brandrodung betreibt, deuten. Im 14. Jahrhundert vollzog sich dann der Wechsel, mit dem der Personen-/Hofname zu einer Bezeichnung für die gesamte Passhöhe wurde. 1455 wird der Pass in Brixner Aufzeichnungen als der Prynner bezeichnet. Am Ende des Mittelalters und zu Beginn der Neuzeit erscheint der mittel- bzw. neulateinische Name Mons Brennus.

## Geografie

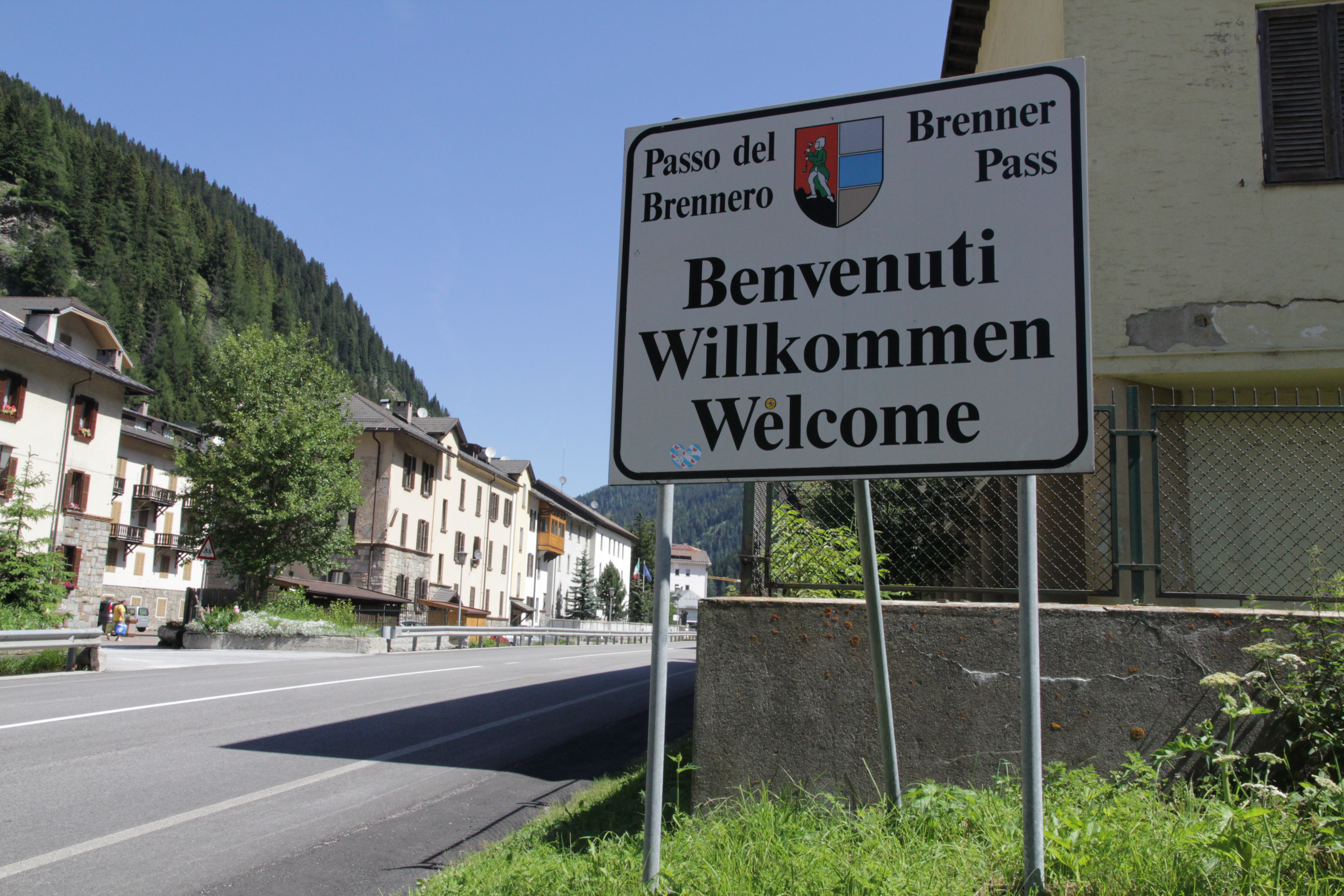
Schild auf der Passhöhe

Der Brenner und die von ihm nach Osten und Westen verlaufenden Gebirgsketten bilden die Wasserscheide zwischen der Sill und dem Eisack – und damit die Hauptwasserscheide zwischen der Adria und dem Schwarzen Meer. Regional trennt diese die Einzugsgebiete der großen Nordalpenströme Inn und Donau vom Gebiet südlich des Alpenhauptkamms (Südtirol und Oberitalien), das hauptsächlich von der Etsch (italienisch Adige) entwässert wird.
Die Passhöhe präsentiert sich als tief eingeschnittene, rund 200 m breite Furche, die als Transfluenzpass entstanden ist. Im Westen wird der Brennerpass vom zu den Stubaier Alpen gezählten Sattelberg (2115 m) überragt. Im Osten erhebt sich der zu den Zillertaler Alpen gerechnete Wolfendorn (2776 m). Die beiden nord- und südseitig zum Brenner führenden Täler der Sill und des Eisack werden gemeinsam Wipptal genannt.
Die Staatsgrenze orientiert sich am Brenner nicht exakt an der natürlichen Wasserscheide, sondern verläuft etwas nördlich davon. Auf der Passhöhe befindet sich das Dorf Brenner. Der Großteil dieser Ansiedelung liegt auf italienischem Staatsgebiet in der Autonomen Provinz Bozen – Südtirol, wo er die Fraktion Brenner der gleichnamigen Gemeinde Brenner bildet, deren Hauptort allerdings Gossensaß ist; die wenigen Häuser auf österreichischem Staatsgebiet auf Nordtiroler Seite bilden den Ortsteil Brenner (auch Brennerpass oder veraltet Brennerpaß) der Gemeinde Gries am Brenner im Bundesland Tirol.
Die Talsohle im Bereich des Brennerpasses war ursprünglich moorig sowie sumpfig und in historischen Zeiten bestanden wenigstens drei Seen. Der einzige noch existierende ist der Brennersee rund 1 km nördlich der Wasserscheide. Nicht mehr erhalten sind die mindestens bis ins 18. Jahrhundert bestehenden Gewässer unmittelbar nördlich der St.-Valentin-Kirche und südlich der Wasserscheide im Bereich des historischen Wolf-Hofs.

## Brennerachse
Die Brennerroute ist der Hauptübergang zwischen beiden Hälften Tirols und für den internationalen Verkehr von großer Bedeutung.
Die Verkehrsverbindung umfasst:
- eine vierspurige Autobahn mit Mautpflicht, die von 1959 bis 1975 gebaute Brennerautobahn, heute ein Teilstück der Europastraße 45 (in Österreich als „Brenner Autobahn“ A 13 bezeichnet, in Italien als „Autostrada del Brennero“ A 22),
- die „Brennerstraße“ B 182 (alte Passstraße) auf österreichischer Seite beziehungsweise SS 12 auf italienischer Seite,
- eine Eisenbahnstrecke, die Brennerbahn mit dem Bahnhof Brenner auf der Passhöhe,
- die an das italienische Fernradwegenetz angebundene Radroute 1 „Brenner–Salurn“ auf italienischer Seite.

Die Brenner-Route verbindet München (519 m) über Innsbruck (574 m) und Bozen (262 m) mit der Poebene. Somit verlaufen die nördliche und die südliche Zulaufstrecken zum Brenner durch Haupttäler der Alpen: im Norden durch das Inntal, im Süden durch das Etschtal.
Zusätzlich wird bis zum Jahr 2032 zwischen Innsbruck und Franzensfeste ein etwa 55 km langer Eisenbahntunnel gebaut, der Brennerbasistunnel (BBT). Man strebt damit eine weitgehende Verlagerung des Transit-Güterverkehrs von der Straße auf die Schiene an.
Die Brenner-Autobahn wurde im Jahr 2019 von 16,83 Millionen PKW und 2,77 Millionen LKW genutzt.

## Geschichte

### Antike
Wege über den Brenner dienten, als die umliegenden Gebiete von Breonen und Genaunen besiedelt waren (ab dem 5. Jh. v. Chr.), hauptsächlich den lokalen Verkehrsbeziehungen.
Im Jahr 15 v. Chr. zog ein römisches Heer unter der Leitung von Drusus gegen schwachen Widerstand der einheimischen Stämme über den Alpenhauptkamm Richtung Norden, wo es sich (vermutlich beim heutigen Augsburg-Oberhausen) mit den aus Gallien über die Bodenseeregion kommenden Truppen unter Drusus' Bruder Tiberius vereinte. Während dabei Drusus selbst das Gebirge über den Reschenpass überquerte, drangen parallel in einer Zangenbewegung seine Heerführer Publius Silius Nerva westlich davon durch das Unterengadin und Lucius Calpurnius Piso östlich davon über den Brenner nach Norden vor. Der griechische Geograph und Historiker Strabon berichtet, dass insbesondere südlich des Brenners die alteingesessene Bevölkerung zum Teil völlig ausgerottet oder versklavt wurde. Die Region wurde in der Folgezeit von einigen wenigen römischen Siedlern bewohnt, aber auch norische Siedler ließen sich im Eisacktal, Wipptal und seinen vielen Nebentälern nieder. Die einheimischen Stämme bewohnten weiterhin die kargen Seitentäler. So werden die Breonen noch bis in das 9. Jahrhundert hinein urkundlich erwähnt, ehe sie gänzlich in der bairischen Bevölkerung aufgingen.
Der Pass bildete zur Römerzeit eine wichtige Verbindung zwischen Italien und der Provinz Raetia. Zwischen 195 und 215 ließ Kaiser Septimius Severus die alten, unbefestigten Pfade ausbauen und eine befestigte Straße errichten, die jedoch relativ schmal und teilweise sehr steil war. Diese heute Via Raetia genannte Römerstraße führte von Verona und Tridentum (Trient) über den Pass nach Veldidena (heute Innsbruck) und von dort über den Seefelder Sattel bis Augusta Vindelicorum (Augsburg). Im Jahre 268 stießen die Alamannen über den Brenner bis nach Italien vor, bevor sie im November desselben Jahres in der Schlacht am Lacus Benacus (Gardasee) besiegt wurden.

### Mittelalter
Aufgrund der guten Bauweise und des Unterbaus hielt sich die Handelsroute als Teil der Via Imperii bis ins Mittelalter. Entscheidend aufgewertet wurde die Route über den Brennerpass ab ca. 900, als durch die Ungarneinfälle das östliche Oberitalien verheert wurde und der Brennerweg einen der wenigen sicheren Verkehrswege darstellte. Einer der Förderer dieses Verkehrsweges war Bischof Zacharias von Säben (890–907).
Im Mittelalter war der Brenner der meistpassierte Alpenpass. Der zunehmende Verfall machte allerdings auf vielen Abschnitten nur mehr den Transport mit Saumtieren möglich. Die enge Schlucht des Eisacks nördlich von Bozen blieb völlig weglos; Reisende und Transporte mussten bis ins 14. Jahrhundert südlich von Brixen über das Ritten-Massiv ausweichen oder alternativ den „Oberen Weg“ zum Reschenpass nehmen. Im Jahr 1314 erhielt der Bozner Kaufmann Heinrich Kunter das Recht, durch die Schlucht von Bozen bis Klausen einen Saumweg herzustellen und dafür Wegzoll zu erheben (daher heißt dieser Abschnitt auch Kunterschlucht). Bereits um 1430 wurden über 90 % des Fernhandelsverkehrs zwischen Augsburg und Venedig – 6500 Frachtwagen pro Jahr – über die auch „Unterer Weg“ genannte Brennerroute abgewickelt.
Im Jahr 1480 wurde der Kuntersweg zur Fahrstraße erweitert, dabei kam erstmals Schwarzpulver zur Sprengung von Felsen zum Einsatz. Die 1485 erfolgte Gründung einer Faktorei der Fugger in Innsbruck und die Verlegung der bedeutenden Bozner Märkte ab 1487 nach Mittenwald wegen Streitigkeiten zwischen Herzog Siegmund dem Münzreichen und Venedig ließ den Verkehr über den Brenner weiter zunehmen.

### Neuzeit
Im Jahr 1522 wurde ein Postkurs über den Brenner eingerichtet.
Wie alle anderen Alpenpässe war auch dieser nicht ungefährlich: Hochwasser im Sommer, Lawinen im Winter machten die Alpenquerung unsicher. Erst 1777 ließ Kaiserin Maria Theresia den Pass ausbauen. Im September 1786 passierte Johann Wolfgang von Goethe den Brenner auf seiner Italienreise.
1867 wurde nach nur dreijähriger Bauzeit die Brennerbahn als erste Eisenbahnstrecke über den Alpenhauptkamm eröffnet.

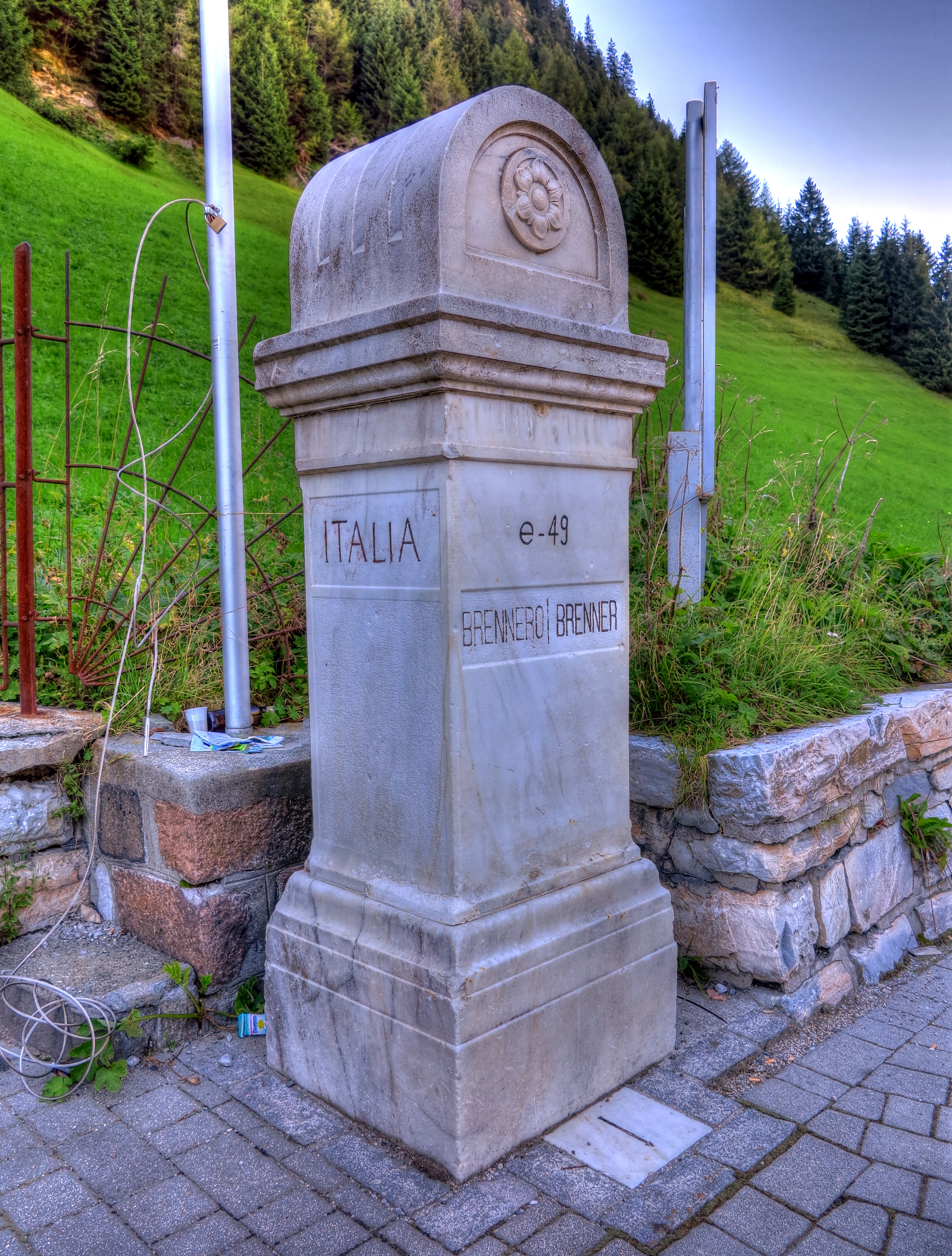
Der im Oktober 1921 errichtete Grenzstein zwischen Italien und Österreich

Infolge des Ersten Weltkriegs wurde der Brenner, der bis dato innerhalb der Grafschaft Tirol gelegen hatte, zu einem Grenzpass: Seit dem Inkrafttreten des Vertrags von Saint-Germain 1920 verläuft hier die Staatsgrenze zwischen Österreich und Italien. Am 13. Oktober 1921 besuchten der italienische König Viktor Emanuel III. und seine Frau Elena von Montenegro die neue Nordgrenze, wo sie der Enthüllung des neuen Grenzsteins beiwohnten.
Mitte der 1930er Jahre begann am Brennerpass und seiner Umgebung der Bau von Militärstraßen und Befestigungsanlagen des italienischen Vallo Alpino, der heute noch in zahlreichen Überresten sichtbar ist. Diese Anlagen wurden verstärkt nach dem Anschluss Österreichs an das Deutsche Reich 1938 ausgebaut, ehe die Arbeiten Mitte 1942 aufgrund diplomatischer Spannungen zwischen Berlin und Rom eingestellt wurden. Am 18. März und 4. Oktober 1940 sowie am 2. Juni 1941 rückte der Pass ins Blickfeld der internationalen Öffentlichkeit: Am Bahnhof Brenner trafen sich die beiden Diktatoren Adolf Hitler und Benito Mussolini zu Konsultationen im Kontext des von ihnen entfesselten Zweiten Weltkriegs. Am 21. März 1945 kam es zu einem heftigen alliierten Bombardement.
1959 begann der Bau der Europabrücke – und somit die Umsetzung des Pionierprojektes Brennerautobahn. Am 5. April 1971 konnte der Pass erstmals auf der Autobahn überquert werden.
Am 5. April 1975 verschüttete eine Lawine auf der Südtiroler Seite den Brennerpass. Sechs Menschen starben in ihren Autos. Der Pass war zwei Wochen lang unbefahrbar. Erst danach wurden auf den Hängen Lawinenschutzbauten errichtet.
Die 1990er Jahre brachten einschneidende Veränderungen auf dem Brenner. Mit dem Ende des Kalten Kriegs und der Beilegung des Südtirol-Konflikts verschwand das militärische Interesse an der italienischen Nordgrenze. Dank dem EU-Beitritt Österreichs 1995 wurden die Zollstationen überflüssig. Durch das Schengener Abkommen fanden auch die systematischen Grenzkontrollen am 1. April 1998 ein Ende, was im Beisein der Innenminister Karl Schlögl und Giorgio Napolitano sowie der Landeshauptleute Wendelin Weingartner und Luis Durnwalder in einem Festakt zelebriert wurde. All diese Entwicklungen führten zu einem stark reduzierten Flächenbedarf am Grenzort, woraus sich umfangreiche Leerstände ergaben.
Im Zuge der Flüchtlingskrise in Europa wurden im September 2015 die Personenkontrollen teilweise wieder aufgenommen.
Im Jahr 2021 konnte am Brenner eine neue Leitungsverbindung zwischen den Stromnetzen Nord- und Südtirols ihrer Bestimmung übergeben werden, nachdem eine solche seit der Feuernacht 1961 nicht mehr bestanden hatte. Für den neuerlichen Zusammenschluss des österreichischen 110-kV- und des italienischen 132-kV-Netzes wurde knapp südlich des Passdorfes ein Umspannwerk mit einem Phasenschiebertransformator errichtet.

## Trivia
Das offizielle Lied der deutschen Fußballnationalmannschaft zur Weltmeisterschaft 1990 in Italien, entstanden in Zusammenarbeit mit Udo Jürgens, hieß Wir sind schon auf dem Brenner. Deutschland wurde bei dem Turnier Weltmeister.

## Bilder

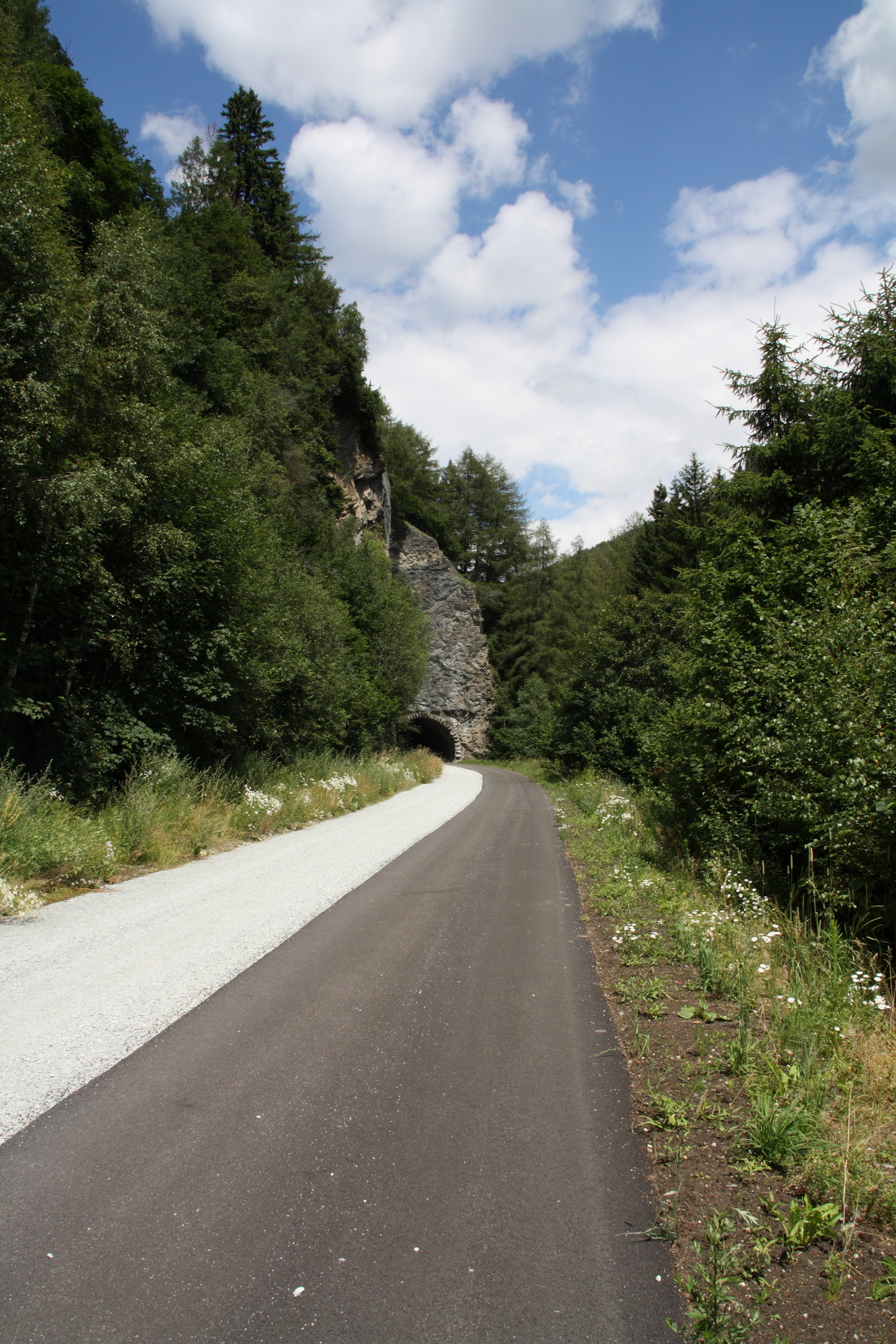
Streckenführung der Radroute 1 „Brenner–Salurn“ auf dem ehemaligen oberirdischen Gleisbett der Brennerbahn
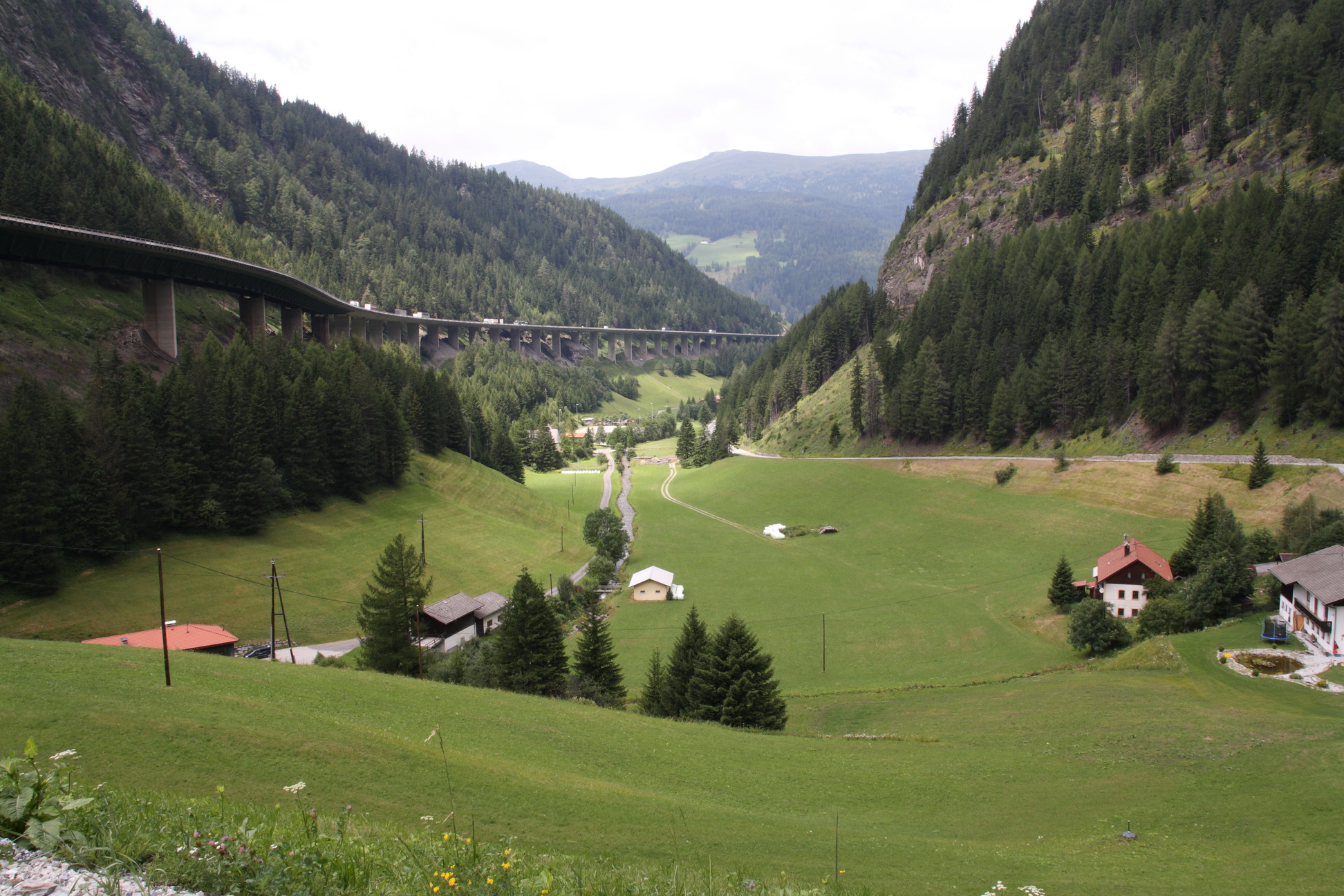
Nordrampe zwischen Gries am Brenner und Passhöhe mit der A 13, der Sill und der Landesstraße B 182
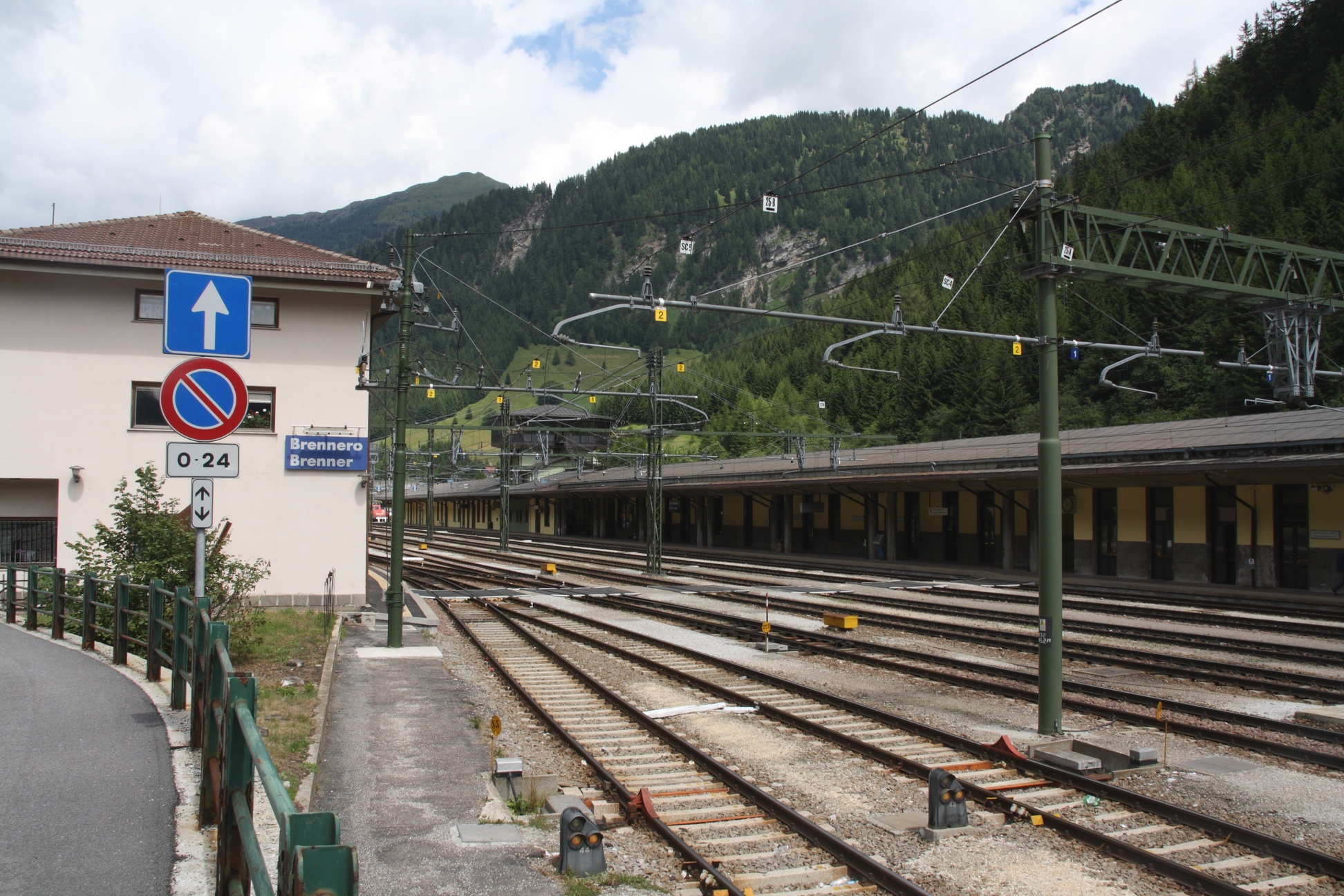
Bahnhof „Brennero / Brenner“ auf der Passhöhe
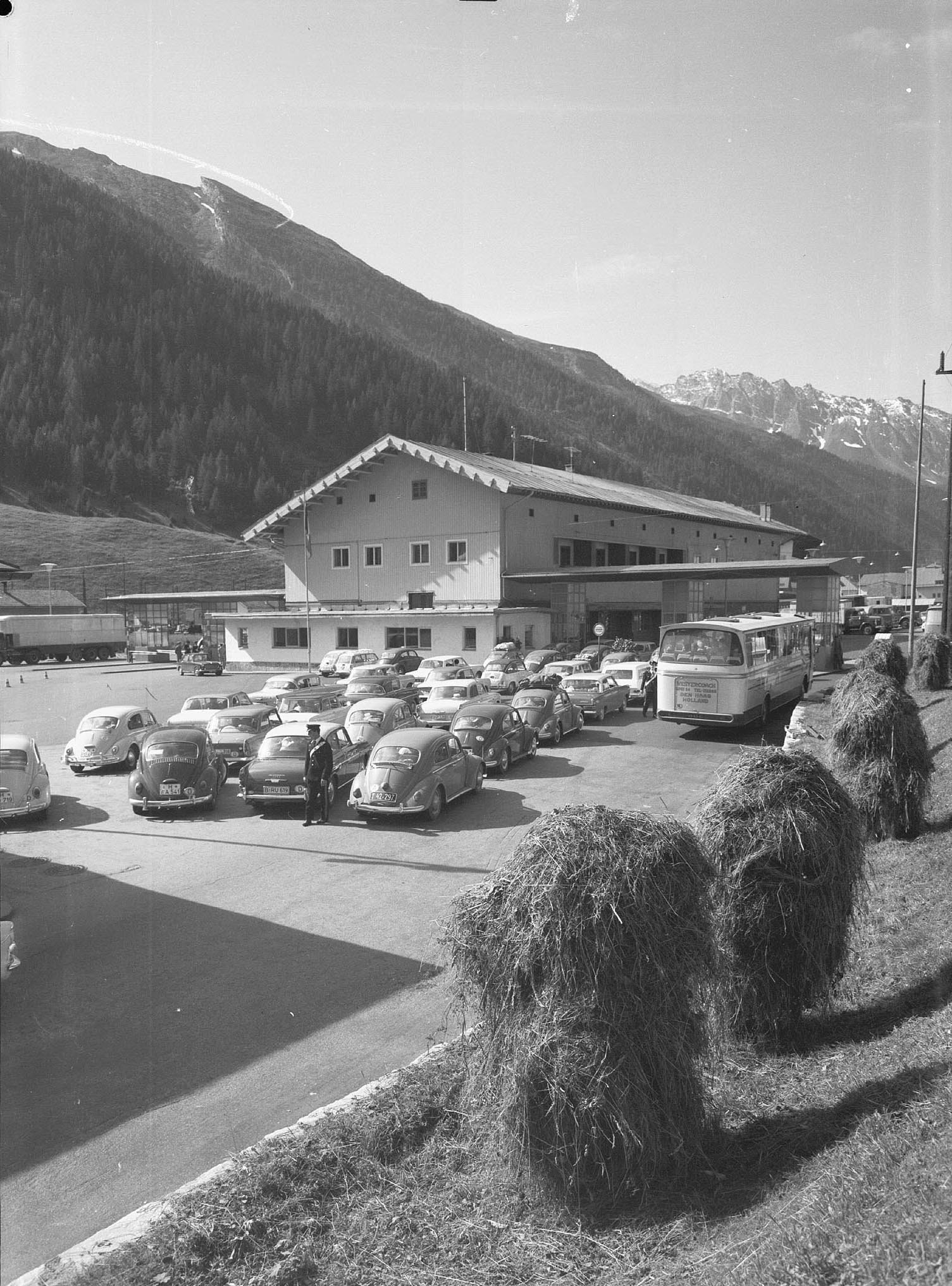
Zollamt Brenner 1965
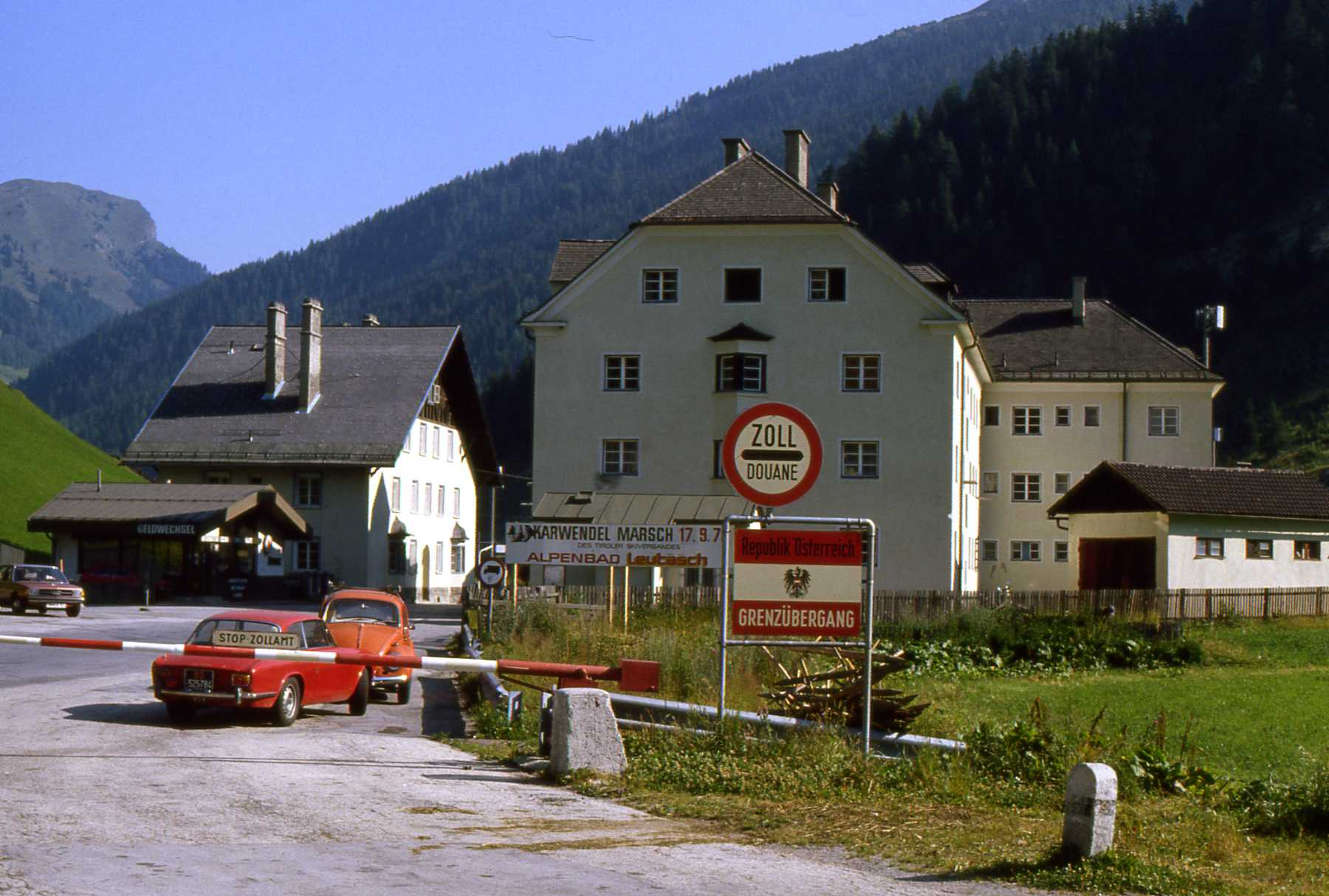
Zoll-Grenze Italien in Richtung Österreich 1978
Brennerstraße, aufgenommen ca. 1867 vor der Ortschaft Brenner